# Guadalajaras flagga

Guadalajaras flagga.

Guadalajaras flagga består av tre horisontella ränder, de yttre är mörkblå och den mittersta är gul. Den mittersta gula randen är dubbelt så bred som de blå. Guadalajaras vapen är avbildat på den gula randen.